# Feberredning
En feberredning er en vending, som for det meste bliver brugt i sport, som fx hvis en målmand som redder et godt skud. Udtrykket bruges også i andre  situationer, hvor en ulykke eller en pinlig situation afværges.
| Sprog | Spire Denne artikel om sprog er en spire som bør udbygges. Du er velkommen til at hjælpe Wikipedia ved at udvide den. |